# Lamproit

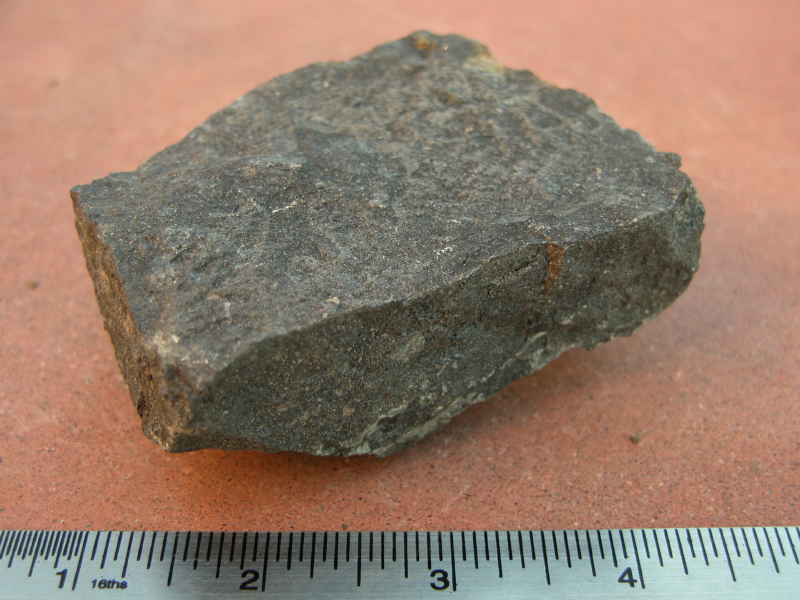
Lamproit

Lamproit je intruzivní, magmatická hornina vyznačující se velkou hrubostí zrna a tmavě šedou barvou. Horniny nejčastěji tvoří lávové proudy nebo žíly, výjimečně potom diatrémy (trubkovitá tělesa), která vznikají na okraji starších štítů. 

## Složení
Lamproit někdy obsahuje částice diamantů. Jeho složení je bohaté na draslík a chudé na oxid křemičitý (45–55 %). Je si tak velmi podobný s kimberlitem a lamprofyrem.

Minerály obsažené v laproitu jsou:
- olivín
- slída
- leucit

V menší míře potom:
- apatit
- serpentin
- spinel
- kalcit
- diamant

## Využití
V Jihoafrické republice v oblasti Kimberley produkovala lamproitová trubka až 40 % objemu světové těžby diamantu.